# Човек на име Ото
„Човек на име Ото“ (на английски: A Man Called Otto) е американска комедийна драма от 2022 г. на режисьора Марк Форстър. Това е втората адаптация на романа A Man Called Ove от Фредрик Бакман, след шведския филм A Man Called Ove от 2015 г. на режисьора Ханес Холм. Във филма участват Том Ханкс (в заглавната роля), Мариана Тревино, Рейчъл Келър, Мануел Гарсия-Руфо, Камерън Бритън и Майк Бирбджилия.

## Актьорски състав
- Том Ханкс – Ото Андерсън
  - Труман Ханкс – младият Ото Андерсън
- Мариана Тревино – Марисол
- Рейчъл Келър – Соня
- Мануел Гарсия-Руфо – Томи
- Камерън Бритън – Джими
- Майк Бирбджилия – Агент от недвижимите имоти

## Снимачен процес
Снимките започват в Питсбърг, Пенсилвания през февруари 2022 г. и приключват през май.

## Премиера
Премиерата на филма се състои в Ню Йорк и Лос Анджелис като ограничено издание на 30 декември 2022 г., и излиза като по-широко издание по кината на 13 януари 2023 г. от „Сони Пикчърс Релийзинг“.